# Страстной бульвар (фильм)
«Страстной бульвар» — российский художественный фильм 1999 года.

## Сюжет
К Андрею Соколову, некогда подававшему надежды артисту, а ныне спивающемуся кочегару в ЖЭКе, в одно похмельное утро влетает в комнату говорящий ворон и устраивает в ней переполох. В результате Андрей находит старую записную книжку с телефонами своих старых товарищей и подруг. Сделав несколько звонков, он, нарядившись Пушкиным, отправляется на встречу со своим прошлым.

## В ролях
- Сергей Колтаков — Андрей Соколов
- Владимир Ильин — Дукин
- Нина Усатова — Жемчужина, жена Дукина, актриса театра кукол
- Сергей Гармаш — писатель
- Сергей Паршин — пассажир с сынишкой
- Елена Стародуб — бывшая жена Андрея Соколова
- Сергей Виноградов — Леонид, в прошлом танцовщик балета, бывший друг Андрея Соколова
- Николай Малаев — Гриша
- Владимир Пискунов — собаковод
- Виктор Смирнов — собутыльник
- Валерий Прохоров — собутыльник

## Съёмочная группа
- Автор сценария: Сергей Колтаков
- Режиссёр: Владимир Хотиненко
- Оператор: Владимир Шевцик
- Художник: Юрий Устинов

## Награды, номинации
- Приз ФИПРЕССИ ММКФ 1999
- Участник внеконкурсного показа Берлинского кинофестиваля 1999
- Участник внеконкурсного показа Монреальского кинофестиваля 1999